# Deguelia subavenis
Deguelia subavenis là một loài thực vật có hoa trong họ Đậu. Loài này được (Miq.) Taub. miêu tả khoa học đầu tiên năm 1891.